# Kąty Śląskie
Kąty Śląskie – (niem. Kennchen) wieś w Polsce położona w województwie wielkopolskim, w powiecie ostrowskim, w gminie Sośnie. Leżą ok. 35 km na południowy zachód od Ostrowa Wlkp., w pobliżu drogi krajowej nr 25 Bydgoszcz-Wrocław.
Przed 1932 rokiem miejscowość położona była w powiecie odolanowskim, w latach 1975-1998 w województwie kaliskim, w latach 1932–1975 i od 1999 w powiecie ostrowskim. 